# Plutella geniatella
Plutella geniatella is een vlinder uit de familie koolmotten (Plutellidae). De wetenschappelijke naam is voor het eerst geldig gepubliceerd in 1839 door Zeller.
De soort komt voor in Europa.